# Explosión en el Campo de Gibraltar de 1985
El 26 de mayo de 1985 se produjo una explosión en la Refinería de Gibraltar-San Roque de CEPSA en la Bahía de Algeciras cuando dos petroleros que estaban anclados, el Petragen One y el Camponavia explotaron y se incendiaron. Murieron 33 personas y 70 quedaron heridas.

## Accidente
A las 11:10 de la mañana del 26 de mayo de 1985 el petrolero Petrogen One se encontraba descargando 25.000 toneladas de nafta (un derivado del petróleo) en el muelle de la refinería de Cepsa cuando explotó. La explosión afectó al petrolero de Campsa Camponavia, que se encontraba amarrado a su lado con unas 250 toneladas de combustible y se incendió también. Otro buque, el Camporrubio, logró alejarse a tiempo. El Petrogen One acabó partiendose en dos.
Hubo unos 13 muertos en el Petrogen One, otros 12 en el Camponavia y 7 del complejo de CEPSA. Al parecer la explosión se produjo porque entró accidentalmente aire al interior del tanque de nafta del Petrogen One y se mezcló con gases internos.